# IC 4823/1
IC 4823/1 је спирална галаксија у сазвијежђу Паун која се налази на листи објеката дубоког неба у Индекс каталогу.
Деклинација објекта је - 63° 58' 33" а ректасцензија 19h 12m 16,0s. Привидна величина (магнитуда) објекта IC 4823 износи 13,9 а фотографска магнитуда 14,7. IC 48231 је још познат и под ознакама ESO 104-45, AM 1907-640, PGC 62894.